# Francisco J. Morelos Borja
Francisco Javier Morelos Borja, médico y político michoacano.

## Biografía
Moreliano, casado desde hace más de veinte años, con cuatro hijos.
Egresado de la Facultad de Medicina de la Universidad Michoacana de San Nicolás de Hidalgo con la especialidad en medicina interna, es también licenciado en Filosofía y actualmente cursa la Maestría en Ciencias Políticas.
Cuenta con diplomados en Derecho Parlamentario y Desarrollo Humano Integral, además ha tomado diversos cursos monográficos en el área administrativa y dirección.
En el ámbito laboral ejerce en forma privada la medicina desde 1988 a la fecha. Ha sido maestro en la Facultad de Medicina y Odontología de la Universidad Michoacana de San Nicolás de Hidalgo, profesor adjunto del posgrado de Medicina Interna en el Hospital Civil, así  como en la Escuela de Enfermería del Hospital de Nuestra Señora de la Salud –institución de beneficencia privada-  en donde labora también desde 1988.
Ha sido dirigente del Colegio de Médicos de Michoacán y presidente del Capítulo Michoacano del Colegio de Medicina Interna de México.
Panista de toda la vida, ocupando diversos cargos de dirigencia, entre los que destaca haber sido Secretario General siendo Presidente José González Morfín y Presidente del Comité Directivo Estatal.
Fue Diputado y Coordinador del Grupo Parlamentario en la LXIX Legislatura del Estado de Michoacán, y nuevamente en la LXXI Legislatura en fue Coordinador del Grupo Parlamentario y Presidente de la Junta de Coordinación Política, participó en las Comisiones de Salud, Gobernación, y presidente de Régimen Interno y Prácticas Parlamentarias, en ambas legislaturas.
En los años 2009 al 2011, ubicó en Morelia una estratégica Casa de Enlace Ciudadano con los diputados federales  Alfonso Martínez Alcázar, Benigno Quezada Naranjo, Julio Castellanos Ramírez y César Nava Vázquez, para brindar mejor servicio a la población michoacana.
Además en el 2011 participó como Coordinador General de Atención Ciudadana en la Campaña al Gobierno del Estado de la Lic. Luisa María Calderón Hinojosa.
Para las elecciones internas presidenciales de 2012, es miembro del Consejo Michoacano de Coordinadores de la Campaña de Josefina Vázquez Mota, junto con German Tena Fernández, Agustín Torres Ibarrola, Alfonso Martínez Alcázar y Laura Suárez de López Orduña.
Actualmente es candidato del Partido  Acción Nacional para el X Distrito Electoral Federal de Michoacán (Morelia Oriente), que desde 2000 ha logrado ganar el PAN. Su contrincante es Ernesto Nuñez Aguilar, del Partido Revolucionario Institucional.
| Predecesor: Librado Martínez Carranza | Presidente de la Junta de Coordinación Política 2010                                    | Sucesor: Sergio Solís Suárez       |
| Predecesor: Librado Martínez Carranza | Coordinador del Grupo Parlamentario de la LXXI Legislatura 2010                         | Sucesor: Sergio Solís Suárez       |
| Predecesor:                           | Coordinador del Grupo Parlamentario de la LXXI Legislatura 2008 - 2009                  | Sucesor: Librado Martínez Carranza |
| Predecesor: Benigno Quezada Naranjo   | Presidente del Comité Directivo Estatal del Partido Acción Nacional 2005 - 2008         | Sucesor: German Tena Fernández     |
| Predecesor:                           | Coordinador del Grupo Parlamentario de la LXIX Legislatura 2002 - 2004                  | Sucesor:                           |
| Predecesor:                           | Presidente de la Junta de Coordinación Política 2003                                    | Sucesor:                           |
| Predecesor: Francisco Pérez Pérez     | Secretario General del Comité Directivo Estatal del Partido Acción Nacional 1999 - 2000 | Sucesor: José Luis Espinosa Piña   |